# Misael Dávila
Misael Dávila Carvajal (Iquique, Región de Tarapacá, Chile, 17 de julio de 1991) es un futbolista chileno. Juega de mediocampista y actualmente se encuentra en Deportes Iquique de la Primera División de Chile.

## Trayectoria
Formado en Deportes Iquique debutó el año 2009 con 18 años en la Primera División de Chile en su club formador de la mano de Erick Guerrero.
Durante 2010 empezó a ganar minutos en la última parte del año, de la mano de José Miguel Cantillana, quien vio que era un gran aporte para el equipo. Hoy es un titular en el primer equipo de la Union Española, jugando de mediocampista en el esquema de Martín Palermo, con quien ha demostrado todo su potencial y virtud con la pelota.
El 2010 fue campeón con Deportes Iquique. Participó en un gol, donde dio un centro para que Álvaro Ramos convirtiera. En el mismo año también fue campeón de la Copa Chile Bicentenario con Deportes Iquique.
El 2011 ha marcado 3 goles con los Dragones, siendo el goleador de los nortinos.
El 2012 ha sido sin duda el mejor de los años en términos futbolísticos que ha vivido, ganándose la titularidad en los Dragones Celestes siendo pilar fundamental en la campaña del primer semestre que clasificó al equipo de Iquique por segundo año consecutivo a la Copa Sudamericana. En este campeonato marca el primer gol internacional de su carrera a Nacional de Montevideo en Iquique.
El 29 de diciembre de 2013 es enviado a préstamo desde Deportes Iquique a Deportes Temuco, por un plazo mínimo de 6 meses. En julio de 2014 retorna de la cesión a Deportes Iquique.
En enero de 2018 es presentado oficialmente como nuevo refuerzo de Unión Española.
En febrero de 2021 es oficialmente presentado como nuevo jugador de Palestino para competir en la Primera División de Chile y también en Copa Sudamericana. Gracias a su gran rendimiento, el 27 de diciembre de 2023 es anunciada su continuidad en el club por todo el 2024.
En noviembre de 2024 el club Palestino se despide del jugador. El 25 de noviembre del mismo año es anunciado su regreso a Deportes Iquique, con vistas a la temporada 2025.

## Estadísticas
| Club                     | Div           | Temporada     | Liga  | Liga  | Liga   | Copas nacionales | Copas nacionales | Copas nacionales | Torneos internacionales | Torneos internacionales | Torneos internacionales | Total | Total | Total  |
| Club                     | Div           | Temporada     | Part. | Goles | Asist. | Part.            | Goles            | Asist.           | Part.                   | Goles                   | Asist.                  | Part. | Goles | Asist. |
| ------------------------ | ------------- | ------------- | ----- | ----- | ------ | ---------------- | ---------------- | ---------------- | ----------------------- | ----------------------- | ----------------------- | ----- | ----- | ------ |
| Deportes Iquique · Chile | 1ª            | 2009          | 3     | 0     | 0      | —                | —                | —                | —                       | —                       | —                       | 3     | 0     | 0      |
| Deportes Iquique · Chile | 2ª            | 2010          | 13    | 0     | 1      | 5                | 2                | 1                | —                       | —                       | —                       | 18    | 2     | 2      |
| Deportes Iquique · Chile | 1ª            | 2011          | 15    | 3     | 1      | 3                | 0                | 0                | —                       | —                       | —                       | 18    | 3     | 1      |
| Deportes Iquique · Chile | 1ª            | 2012          | 34    | 3     | 1      | 2                | 1                | 1                | 2                       | 1                       | 0                       | 38    | 5     | 2      |
| Deportes Iquique · Chile | 1ª            | 2013          | 17    | 1     | 1      | —                | —                | —                | 7                       | 0                       | 0                       | 24    | 1     | 1      |
| Deportes Iquique · Chile | 1ª            | 2013-14       | 14    | 0     | 0      | 5                | 1                | 1                | —                       | —                       | —                       | 19    | 1     | 1      |
| Deportes Temuco · Chile  | 2ª            | 2013-14       | 17    | 3     | 4      | —                | —                | —                | —                       | —                       | —                       | 17    | 3     | 4      |
| Deportes Temuco · Chile  | Total club    | Total club    | 17    | 3     | 4      | 0                | 0                | 0                | 0                       | 0                       | 0                       | 17    | 3     | 4      |
| Deportes Iquique · Chile | 1ª            | 2014-15       | 28    | 2     | 1      | 5                | 0                | 0                | 2                       | 0                       | 0                       | 35    | 2     | 1      |
| Deportes Iquique · Chile | 1ª            | 2015-16       | 30    | 5     | 2      | 8                | 0                | 3                | —                       | —                       | —                       | 38    | 5     | 5      |
| Deportes Iquique · Chile | 1ª            | 2016-17       | 29    | 1     | 1      | 4                | 1                | 1                | 6                       | 1                       | 0                       | 39    | 3     | 2      |
| Deportes Iquique · Chile | 1ª            | 2017          | 14    | 0     | 2      | 2                | 0                | 0                | 2                       | 0                       | 0                       | 18    | 0     | 2      |
| Unión Española · Chile   | 1ª            | 2018          | 29    | 6     | 6      | 4                | 1                | 0                | 2                       | 0                       | 0                       | 35    | 7     | 6      |
| Unión Española · Chile   | 1ª            | 2019          | 25    | 5     | 2      | 6                | 0                | 0                | 4                       | 0                       | 0                       | 35    | 5     | 2      |
| Unión Española · Chile   | 1ª            | 2020          | 29    | 10    | 4      | —                | —                | —                | —                       | —                       | —                       | 29    | 10    | 4      |
| Unión Española · Chile   | Total club    | Total club    | 83    | 21    | 12     | 10               | 1                | 0                | 6                       | 0                       | 0                       | 99    | 22    | 12     |
| Palestino · Chile        | 1ª            | 2021          | 30    | 4     | 1      | 6                | 2                | 0                | 7                       | 0                       | 0                       | 43    | 6     | 1      |
| Palestino · Chile        | 1ª            | 2022          | 19    | 2     | 2      | 2                | 0                | 0                | —                       | —                       | —                       | 21    | 2     | 2      |
| Palestino · Chile        | 1ª            | 2023          | 27    | 10    | 3      | 3                | 3                | 1                | 7                       | 2                       | 1                       | 37    | 15    | 5      |
| Palestino · Chile        | 1ª            | 2024          | 28    | 4     | 1      | 7                | 1                | 1                | 14                      | 0                       | 0                       | 49    | 5     | 2      |
| Palestino · Chile        | Total club    | Total club    | 104   | 20    | 7      | 18               | 6                | 2                | 28                      | 2                       | 1                       | 150   | 28    | 10     |
| Deportes Iquique · Chile | 1ª            | 2025          | 15    | 2     | 1      | 4                | 1                | 0                | 9                       | 1                       | 0                       | 28    | 4     | 1      |
| Deportes Iquique · Chile | Total club    | Total club    | 212   | 17    | 11     | 38               | 6                | 7                | 28                      | 3                       | 0                       | 278   | 26    | 18     |
| Total carrera            | Total carrera | Total carrera | 416   | 61    | 34     | 66               | 13               | 9                | 62                      | 5                       | 1                       | 544   | 79    | 44     |
| 1. 2. 3.                 |               |               |       |       |        |                  |                  |                  |                         |                         |                         |       |       |        |

## Palmarés
| Título     | Club             | País  | Año  |
| ---------- | ---------------- | ----- | ---- |
| Primera B  | Deportes Iquique | Chile | 2010 |
| Copa Chile | Deportes Iquique | Chile | 2010 |
| Copa Chile | Deportes Iquique | Chile | 2013 |